# Blastomycosis
A blastomycosis egy gombás fertőzés, melyet a Blastomyces dermatitidis gomba okoz.
Észak-Amerika egyes részein endemikus és klinikai tünetei hasonlítanak a histoplasmosis tüneteihez.

## Patológia
A fertőzés úgy alakul ki, hogy a gomba a talajból a levegőbe kerül, ahonnan belélegzik. A tüdőbe lélegezve elszaporodnak, és szétterjedhetnek a vér- és nyirokáramlás útján más szervekre, köztük a bőrre, a csontokra, a húgyúti rendszerre és az agyra. Az inkubációs időszak 30-100 nap és a fertőzés egyes esetekben tünetmentes.

### Kezelés
A betegség legtöbb formájánál az itrakonazol az elsőként választandó szer.
A gyógyulási arány magas, a hónapokon keresztül tartó kezelést általában jól tolerálják. Az intravénás Amphotericin B jóval toxikusabb és általában csak a kritikus állapotban lévő betegeknek adják, valamint azoknak, akiknél a központi idegrendszer is fertőzött.